# L'Occitanienne ou le Dernier Amour de Chateaubriand
Pour plus de détails, voir Fiche technique et Distribution.

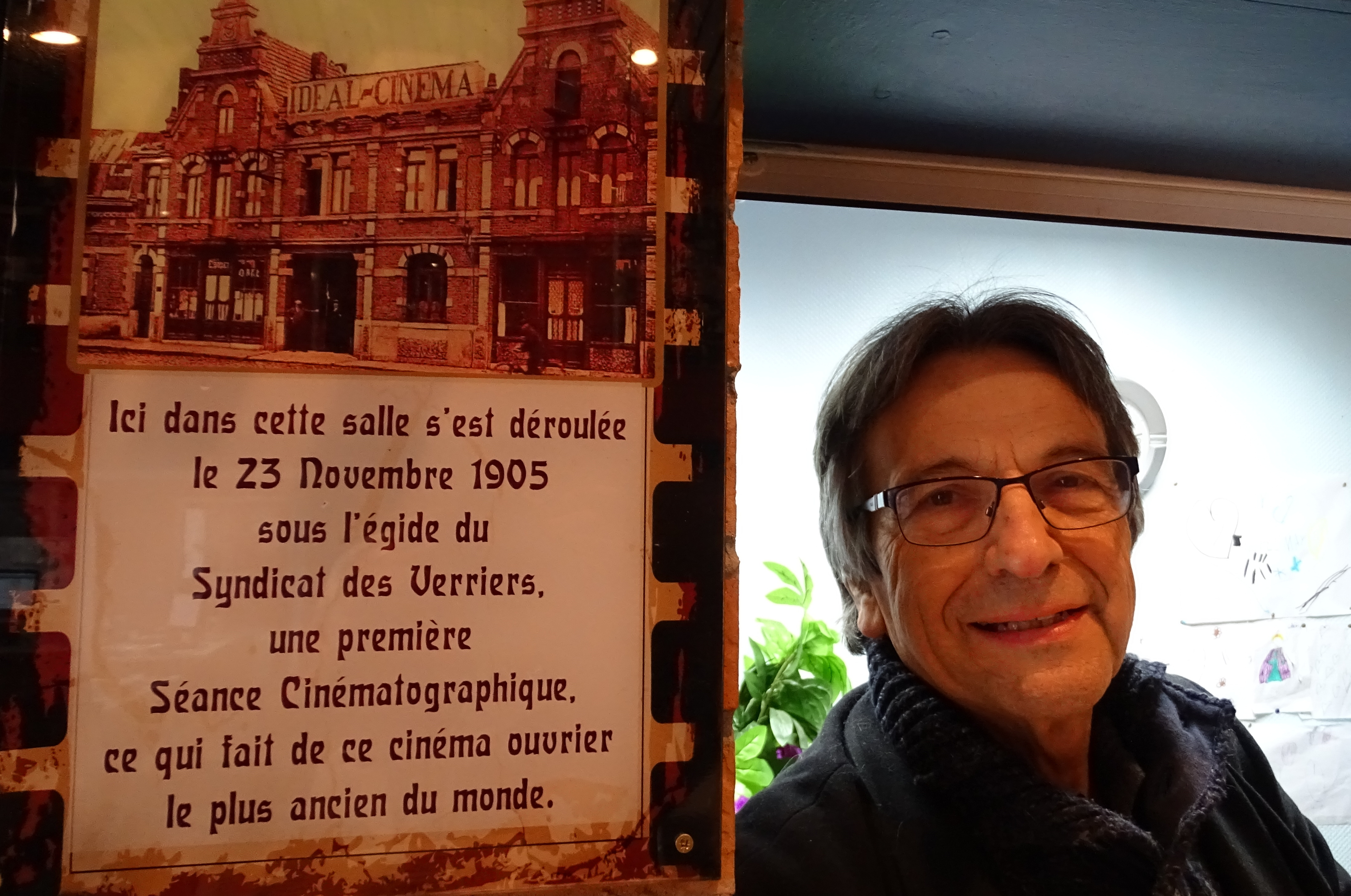
Jean Périssé en séance publique de présentation de l'Occitanienne à L'Idéal Cinéma-Jacques Tati à Aniche le 6 avril 2017.

L'Occitanienne ou le Dernier Amour de Chateaubriand est un film français réalisé par Jean Périssé et sorti en 2008. Il s'agit de l'histoire vraie du dernier amour de Chateaubriand en 1829.

## Synopsis
Nuit d'orage et de passion amoureuse dans un hôtel de cure de Cauterets dans les Hautes-Pyrénées en 1829 entre Chateaubriand vieillissant (il a 61 ans) avec une jeune femme de l'aristocratie toulousaine, Léontine de Villeneuve, comtesse de Castelbajac, de près de 40 ans sa cadette (elle a 26 ans).

## Fiche technique
- Titre : L'Occitanienne
- Titre original : L'Occitanienne, le dernier amour de Chateaubriand
- Réalisation : Jean Périssé
- Scénario : Jean Périssé d'après l'œuvre de Alain Paraillous exploitant un chapitre de l'autobiographie de Chateaubriand Mémoires d'outre-tombe (1848)
- Photographie : Jean-Francis Gondre
- Son : Stéphane Roche, Léo Cormenier
- Décor : Thierry Battaglia
- Musique :
- Production : Clairsud, France et Panoceanic Films, France
- Pays d'origine :  France
- Format : couleur  -   35 mm
- Genre : biographique, drame
- Durée : 90 minutes
- Date de sortie :
  - France : 19 mars 2008

## Distribution
- Bernard Le Coq : François-René de Chateaubriand
- Valentine Teisseire : Léontine de Villeneuve
- Roger Souza : le maître d'hôtel
- Patricia Karim : la tante
- Philippe Vendan-Borin : le postillon

## Analyse
Histoire vraie du dernier amour de l'auteur des Mémoires d'outre-tombe qu'il évoque dans un chapitre de son autobiographie : « Voilà qu'en poétisant je rencontrai une jeune femme assise au bord du gave ; elle se leva et vint droit à moi : elle savait, par la rumeur du hameau, que j'étais à Cauterets. Il se trouva que l'inconnue était une Occitanienne, qui m'écrivait depuis deux ans sans que je l'eusse jamais vue : la mystérieuse anonyme se dévoila : patuit Dea (elle semblait une déesse).
J'allais rendre ma visite respectueuse à la naïade du torrent. Un soir qu'elle m'accompagnait lorsque je me retirais, elle me voulut suivre ; je fus obligé de la reporter chez elle dans mes bras. Jamais je n'ai été si honteux : inspirer une sorte d'attachement à mon âge me semblait une véritable dérision ; plus je pouvais être flatté de cette bizarrerie, plus j'en étais humilié, la prenant avec raison pour une moquerie  » Chateaubriand - Mémoires d’outre-tombe 3e partie Livre 31 Chapitre 1 .

## Réception critique
- « Une nuit romantique. Une réalisation plutôt élégante, néanmoins, en dépit de ces conventions académiques. » (Le Monde)[2].
- « Certains films semblent si éloignés des codes du cinéma d'aujourd'hui qu'ils nous apparaissent comme des objets étranges et d'autant plus précieux. » (La Croix).
- « Film qui privilégie les symboles tout en cultivant l'épure. » (Les Inrockuptibles).

## Autour du film
- Tournage en cinq semaines du film L'Occitannienne en septembre 2005 dans l'Hôtel du Parc à Salies-de-Béarn, remarquable hôtel de luxe de la station thermale construit à la fin du XIXe siècle.
- Film réalisé grâce aux aides de la région Midi-Pyrénées et des départements du Tarn et des Hautes-Pyrénées